# Spathiphyllum juninense
Spathiphyllum juninense K.Krause – gatunek wieloletnich, wiecznie zielonych roślin zielnych z rodzaju skrzydłokwiat, z rodziny obrazkowatych, występujący zachodniej Ameryce Południowej, zasiedlający równikowe lasy deszczowe.